# Milan Merkl
Milan Merkl (* 10. února 1935) je bývalý československý basketbalista. Jeho basketbalovou kariéru předčasně ukončilo opakované zranění. Je zařazen na čestné listině mistrů sportu.
V československé basketbalové lize hrál 9 sezón (1953-1962), z toho jednu sezónu v ÚDA Praha, s níž získal v roce 1956 svůj první titul mistra Československa. S týmy Brna (Zbrojovka, Spartak ZJŠ) jako hráč byl dvakrát mistrem a třikrát vicemistrem Československa.
Patřil mezi opory basketbalových týmů Brna a reprezentačního družstva Československa, se kterým se zúčastnil dvou Mistrovství Evropy - 1955 v Budapešti (2. místo) a 1957 v Sofii (3. místo). S basketbalovou reprezentací Československa získal na Mistrovství Evropy stříbrnou a bronzovou medaili. Za Československo v letech 1954 až 1959 hrál celkem 58 zápasů, z toho na dvou oficiálních soutěžích FIBA 11 zápasů, v nichž zaznamenal 79 bodů.  
V roce 2010 byl uveden do Síně slávy města Brna.

## Sportovní kariéra

### Hráč klubů
- 1953-1955 Zbrojovka / Spartak ZJŠ Brno, 2. místo (1955), 5. místo (1954)
- 1955-1956 ÚDA Praha, mistr republiky (1956)
- 1956-1962 Spartak ZJŠ Brno, 2x mistr (1958, 1962), 2x vicemistr (1957, 1960), 4. místo (1959)
- 1960-1961 Zbrojovka Brno "B", 11. místo (1961)
- československá liga celkem 9 sez=on a 6 medailových umístění: 3× mistr Československa (1956, 1958, 1962), 3× vicemistr (1955, 1957, 1960)
- Pohár evropských mistrů: Zbrojovka Brno - osmifinále (1959)

### Hráč Československa
- za reprezentační družstvo hrál v letech 1954-1959 celkem 58 zápasů, z toho v utkáních na 2 ME 79 bodů v 11 zápasech
- Mistrovství Evropy - 1955 Budapešť (17 bodů /2 zápasy) 2. místo, 1957 Sofie (62 /9) 3. místo
- vicemistr Evropy (1955), 3. místo (1957)